# Бєлов Василь Тимофійович
Василь Тимофійович Бєлов (1910-1944) — червоноармієць Робітничо-селянської Червоної Армії, учасник німецько-радянської війни, Герой Радянського Союзу (1944).

## Біографія
Василь Бєлов народився в 1910 році в місті Вольську (нині — Саратовська область) у робітничій сім'ї. Проживав у селі Олександрівка Балтайського району Саратовської області. Пізніше Бєлов переїхав до Узбецької РСР, проживав у Коканді, працював маляром у місті Карші Бухарської області. У березні 1942 року він був призваний на службу в Робітничо-селянську Червону Армію Каршінським міським військовим комісаріатом. Був автоматником 1292-го стрілецького полку 113-й стрілецької дивізії 57-ї армії 3-го Українського фронту. Відзначився під час форсування річки Південний Буг.
24 березня 1944 року Бєлов разом із групою добровольців переправився через Південний Буг у районі села Виноградний Сад Доманівського району Миколаївської області. Уступивши в сутичку з противником, Бєлов гранатами знищив кулеметний розрахунок. Група захопила плацдарм, чим забезпечила успішну переправу своєї роти та інших підрозділів. Під час боїв за утримання і розширення плацдарму бійцями були відбиті дев'ять контратак противника. Під час цих боїв Бєлов був поранений. 25 березня 1944 року він був виключений зі списків військової частини як убитий через поранення. Подальша його доля невідома, офіційно він вважається безвісти зниклим.
Указом Президії Верховної Ради СРСР від 3 червня 1944 року за «зразкове виконання бойових завдань командування на фронті боротьби з німецько-фашистськими загарбниками і виявлені при цьому мужність і героїзм» червоноармієць Василь Бєлов був удостоєний високого звання Героя Радянського Союзу.
На честь Бєлова названа вулиця в місті Фергана.

## Пам'ять
У 2016 році на Федеральному військовому меморіальному кладовищі встановлено кенотаф.